# Аца Матић
Не треба мешати са глумцем Александром Матићем.
Александар Аца Матић (Крагујевац, 20. октобар 1939 — Торонто, 29. октобар 2011) био је српски певач народне музике.

## Биографија
Рођен је у Крагујевцу 1939. године од оца Миљка (1911–1959) и мајке Олге (1917–1995). Упознаје композитора Радослава Граића који му је урадио најпознатије песме у каријери. Године 1969. отпевао је првенац Дођи, дођи па кажи, а у издању загребачког Југотона. Велику популарност почетком седамдесетих година донели су му хитови попут Крчмарице још вина наточи, Фато мори душманке, Пред твојом школом и Биљана. Интересантно да је песму „Шехерзада” први отпевао Аца Матић 1978. године, а касније су препевали Љуба Аличић и Есад Плави.
Последње године свог живота је провео у Канади, где је преминуо 29. октобра 2011. године. Сахрањен је на Новом гробљу у Београду.
Иза себе је оставио супругу Јаворку и ћерку Оливеру.

## Фестивали
- 1970. Београдски сабор - Кажите ми шта је љубав, прва награда стручног жирија за музику и текст
- 1972. Песма лета - Босонога
- 1983. Илиџа - Мајка

## Дискографија

### Албуми
- Сиромашак ја сиротица ти (1981) РТВ Љубљана
- Она ми је све (1983) Југотон
- Жене и вино (1994) ПГП РТС

### Синглови
| - Ја сам крив / Дођи, дођи па кажи (1969) - Биљана (1970) - Хеј крчмарице (1970) - Кажите ми шта је љубав (1970) - Шта је живот (1970) - Отвори срце (1970) - Пред твојом школом (1971) - Далеко у туђем свету (1972) - Варала си ме (1972) - Босонога (1972) | - Фато, мори душманке / Иди што пре (1972) - Нек музика тужно свира / Сад те воде на венчање (1973) - Због тебе, Марија / На твоме прагу (1973) - У малом парку (1973) - Ој, Ружо, Ружице / Зар је то крај (1974) - Плачем за тобом (1974) - Кочијашу друже стари (1975) - Збогом љубави (1976) - Дођи најмилија (1977) - Шехерзада (1978) |

### Компилације
- Моји највећи хитови (1997) ПГП РТС
  - извор сајт Discogs